# Rallye Bulgarien 2010

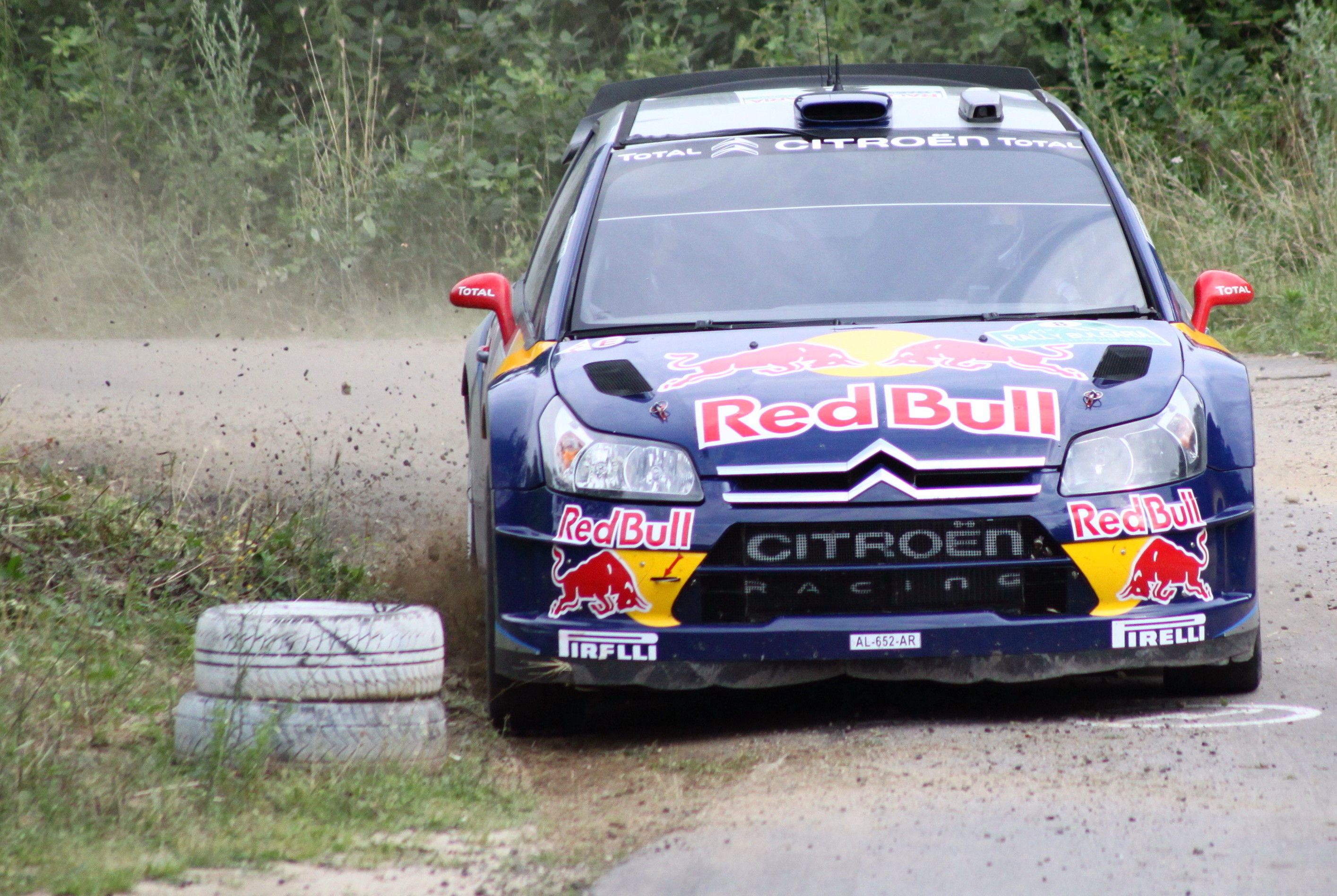
Der im Citroën Junior Team startende Kimi Räikkönen beendete die Rallye auf dem elften Gesamtrang.

Die 41. Rallye Bulgarien (bulgarisch Рали България 2010, offiziell 41st Rally Bulgaria) war der 7. Lauf zur FIA-Rallye-Weltmeisterschaft 2010.

## Hintergrund
Die im September 2009 in den Rallye-WM-Kalender 2010 aufgenommene Veranstaltung wurde zuvor mehrere Male als Lauf zur FIA-Rallye-Europameisterschaft ausgetragen. Sie fand in diesem Jahr das erste Mal als Lauf zur Rallye-Weltmeisterschaft statt. Die Rallye wurde vom 9. bis 11. Juli 2010 im südöstlichen Bulgarien durchgeführt. Zu dieser Veranstaltung gehörte auch der dritte von sechs Läufen der Rallye-Juniorenweltmeisterschaft (JWRC) 2010. Das Fahrerlager war in Borowez eingerichtet, wo auch der Start stattfand. Die Wertungsprüfungen bestanden großteils aus engen, kurvenreichen, asphaltierten Bergstraßen. Dreizehn der vierzehn geplanten Wertungsprüfungen wurden im und um das Wintersportgebiet im Rila-Gebirge gefahren. Die 24,86 km lange siebte Wertungsprüfung musste wegen zu großem Publikumsandrang aus Sicherheitsgründen abgesagt werden. Die Gesamtlänge einschließlich Verbindungsstrecken betrug 1223,07 Kilometer und die Rallye endete am Startort in Borowez.

## Bericht

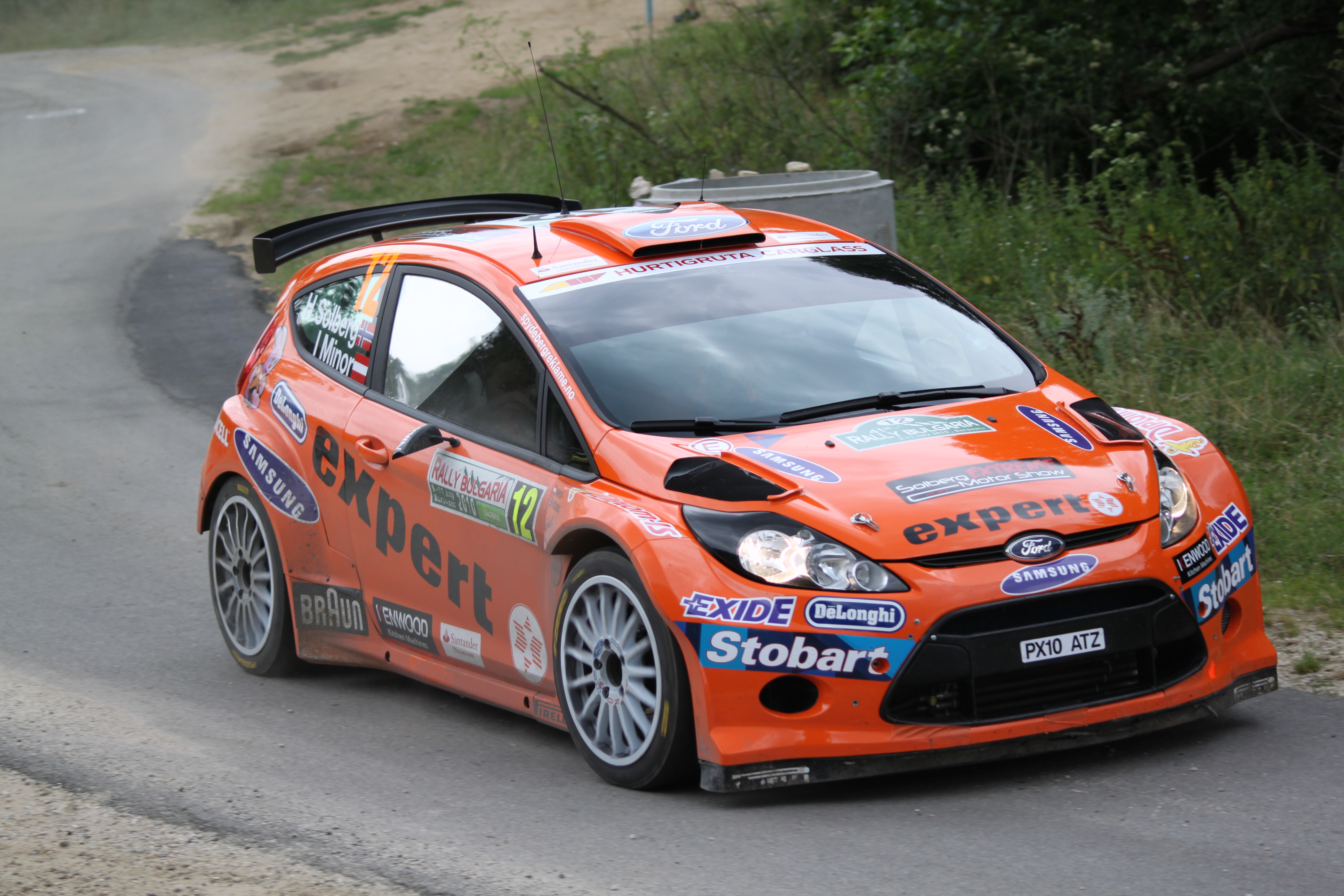
Henning Solberg im Ford Fiesta S2000 wurde 10. in der Gesamtwertung.

Mit einem Vierfachsieg triumphierte Citroën in Bulgarien. Der amtierende Weltmeister Sébastien Loeb im Citroën C4 WRC erzielte seinen vierten Saisonerfolg und den 58. Sieg in seiner Karriere. An zweiter Stelle folgte sein Teamkollege Dani Sordo vor Petter Solberg. Der Fahrer des Citroën Junior Teams Sébastien Ogier wurde Vierter in der Gesamtwertung. Das war der erste Markenvierfachsieg seit der Safari Rallye in der Rallye-Weltmeisterschaft 1993. Von 40 gestarteten Fahrzeugen erreichten 27 das Ziel. Der ehemalige Formel-1-Weltmeister Kimi Räikkönen belegte den elften Rang in der Gesamtwertung.

## Klassifikationen

### Endresultat
| Pos    | Fahrer                 | Beifahrer        | Auto                | Zeit      | Rückstand | Punkte |
| WRC    | WRC                    | WRC              | WRC                 | WRC       | WRC       | WRC    |
| ------ | ---------------------- | ---------------- | ------------------- | --------- | --------- | ------ |
| 1      | Sébastien Loeb         | Daniel Elena     | Citroën C4 WRC      | 3:02:39.2 | 00:00.0   | 25     |
| 2      | Dani Sordo             | Marc Martí       | Citroën C4 WRC      | 3:03:08.7 | 00:29.5   | 18     |
| 3      | Petter Solberg         | Chris Patterson  | Citroën C4 WRC      | 3:03:15.5 | 00:36.3   | 15     |
| 4      | Sébastien Ogier        | Julien Ingrassia | Citroën C4 WRC      | 3:04:34.2 | 01:55.0   | 12     |
| 5      | Mikko Hirvonen         | Jarmo Lehtinen   | Ford Focus RS WRC   | 3:05:57.0 | 03:17.8   | 10     |
| 6      | Jari-Matti Latvala     | Miikka Anttila   | Ford Focus RS WRC   | 3:07:07.7 | 04:28.5   | 8      |
| 7      | Per-Gunnar Andersson   | Jonas Andersson  | Ford Focus RS WRC   | 3:08:04.4 | 05:25.2   | 6      |
| 8      | Frigyes Turán          | Gábor Zsiros     | Peugeot 307 WRC     | 3:09:43.2 | 07:04.0   | 4      |
| 9      | Matthew Wilson         | Scott Martin     | Ford Focus RS WRC   | 3:12:07.8 | 09:28.6   | 2      |
| 10     | Henning Solberg        | Ilka Minor       | Ford Fiesta S2000   | 3:15:45.2 | 13:06.0   | 1      |
| JWRC   |                        |                  |                     |           |           |        |
| 1 (12) | Thierry Neuville       | Nicolas Klinger  | Citroën C2 S 1600   | 3:18:21.8 | 00:00.0   | 25     |
| 2 (14) | Hans Weijs             | Bjorn Degandt    | Citroën C2 S 1600   | 3:19:14.3 | 00:52.5   | 18     |
| 3 (16) | Todor Slavov           | Dobromir Filipov | Renault Clio R3     | 3:24:38.4 | 06:16.6   | 15     |
| 4 (17) | Alessandro Broccoli    | Angela Forina    | Renault Clio R3     | 3:25:13.6 | 06:51.8   | 12     |
| 5 (18) | Karl Kruuda            | Martin Jarveoja  | Suzuki Swift S 1600 | 3:25:14.6 | 06:52.8   | 10     |
| 6 (19) | Egoi Eder Valdés López | Albert Garduno   | Renault Clio R3     | 3:30:24.1 | 12:02.3   | 8      |
| 7 (21) | Kevin Abbring          | Erwin Mombaerts  | Renault Clio R3     | 3:31:55.8 | 13:34.0   | 6      |
| 8 (22) | Mathieu Arzeno         | Romain Roche     | Citroën C2 S 1600   | 3:38:45.6 | 20:23.8   | 4      |

### Wertungsprüfungen
| Tag                                     | WP                                      | Name            | Länge    | Start MESZ      | Gewinner         | Beifahrer      | Auto           | Zeit     | Ø km/h | Leader         |
| --------------------------------------- | --------------------------------------- | --------------- | -------- | --------------- | ---------------- | -------------- | -------------- | -------- | ------ | -------------- |
| Tag 1 (9. Juli)                         | WP1                                     | Batak Lake 1    | 31,77 km | 09:05           | Sébastien Loeb   | Daniel Elena   | Citroën C4 WRC | 17:33.8  | 108,53 | Sébastien Loeb |
| Tag 1 (9. Juli)                         | WP2                                     | Belmeken Lake 1 | 27,57 km | 10:38           | Sébastien Loeb   | Daniel Elena   | Citroën C4 WRC | 15:08.5  | 109,25 | Sébastien Loeb |
| Tag 1 (9. Juli)                         | Service Dolna Banya, 12:02 Uhr, 30 Min. |                 |          |                 |                  |                |                |          |        | Sébastien Loeb |
| Tag 1 (9. Juli)                         | WP3                                     | Batak Lake 2    | 31,77 km | 13:37           | Sébastien Loeb   | Daniel Elena   | Citroën C4 WRC | 17:35.2  | 108,39 | Sébastien Loeb |
| Tag 1 (9. Juli)                         | WP4                                     | Belmeken Lake 2 | 27,57 km | 15:10           | Sébastien Loeb   | Daniel Elena   | Citroën C4 WRC | 15:09.2  | 109,16 | Sébastien Loeb |
| Tag 1 (9. Juli)                         | Service Dolna Banya, 16:14 Uhr, 45 Min. |                 |          |                 |                  |                |                |          |        | Sébastien Loeb |
| Tag 2 (10. Juli)                        |                                         |                 |          |                 |                  |                |                |          |        | Sébastien Loeb |
| Service Dolna Banya, 06:00 Uhr, 15 Min. |                                         |                 |          |                 |                  |                |                |          |        | Sébastien Loeb |
| WP5                                     | Sestrimo 1                              | 27,46 km        | 06:43    | Sébastien Loeb  | Daniel Elena     | Citroën C4 WRC | 16:27.4        | 100,12   |        | Sébastien Loeb |
| WP6                                     | Peshtera 1                              | 18,13 km        | 08:36    | Dani Sordo      | Marc Martí       | Citroën C4 WRC | 10:23.6        | 104,66   |        | Sébastien Loeb |
| WP7                                     | Lyubnitsa 1                             | 24,86 km        | 09:54    | abgesagt        | abgesagt         | abgesagt       | abgesagt       | abgesagt |        | Sébastien Loeb |
| Service Dolna Banya, 11:24 Uhr, 30 Min. |                                         |                 |          |                 |                  |                |                |          |        | Sébastien Loeb |
| WP8                                     | Sestrimo 2                              | 27,46 km        | 12:22    | Petter Solberg  | Chris Patterson  | Citroën C4 WRC | 16:19.5        | 100,92   |        | Sébastien Loeb |
| WP9                                     | Peshtera 2                              | 18,13 km        | 14:15    | Petter Solberg  | Chris Patterson  | Citroën C4 WRC | 10:24.2        | 104,56   |        | Sébastien Loeb |
| WP10                                    | Lyubnitsa 2                             | 24,86 km        | 15:33    | Petter Solberg  | Chris Patterson  | Citroën C4 WRC | 13:32.8        | 110,11   |        | Sébastien Loeb |
| Service Dolna Banya, 16:33 Uhr, 45 Min. |                                         |                 |          |                 |                  |                |                |          |        | Sébastien Loeb |
| Tag 3 (11. Juli)                        |                                         |                 |          |                 |                  |                |                |          |        | Sébastien Loeb |
| Service Dolna Banya, 07:00 Uhr, 15 Min. |                                         |                 |          |                 |                  |                |                |          |        | Sébastien Loeb |
| WP11                                    | Muhovo 1                                | 29,53 km        | 07:46    | Petter Solberg  | Chris Patterson  | Citroën C4 WRC | 15:29.7        | 114,35   |        | Sébastien Loeb |
| WP12                                    | Slavovitsa 1                            | 17,73 km        | 08:28    | Dani Sordo      | Marc Martí       | Citroën C4 WRC | 09:23.2        | 113,33   |        | Sébastien Loeb |
| Service Dolna Banya, 09:51 Uhr, 30 Min. |                                         |                 |          |                 |                  |                |                |          |        | Sébastien Loeb |
| WP13                                    | Muhovo 2                                | 29,53 km        | 10:52    | Petter Solberg  | Chris Patterson  | Citroën C4 WRC | 15:22.7        | 115,21   |        | Sébastien Loeb |
| WP14                                    | Slavovitsa 2                            | 17,73 km        | 11:34    | Sébastien Ogier | Julien Ingrassia | Citroën C4 WRC | 09:17.4        | 114,51   |        | Sébastien Loeb |
| Service Dolna Banya, 12:15 Uhr, 10 Min. |                                         |                 |          |                 |                  |                |                |          |        | Sébastien Loeb |

### Gewinner Wertungsprüfungen
| WP       | Anzahl | Fahrer          | Auto           |
| -------- | ------ | --------------- | -------------- |
| 1–5      | 5      | Sébastien Loeb  | Citroën C4 WRC |
| 8–11, 13 | 5      | Petter Solberg  | Citroën C4 WRC |
| 6, 12    | 2      | Dani Sordo      | Citroën C4 WRC |
| 14       | 1      | Sébastien Ogier | Citroën C4 WRC |

### Fahrer-WM nach der Rallye
| Pos. | Fahrer             | Punkte |
| ---- | ------------------ | ------ |
| 1    | Sébastien Loeb     | 151    |
| 2    | Sébastien Ogier    | 100    |
| 3    | Mikko Hirvonen     | 86     |
| 4    | Jari-Matti Latvala | 80     |
| 5    | Petter Solberg     | 78     |

### Team-Weltmeisterschaft
| Pos. | Team                | Punkte |
| ---- | ------------------- | ------ |
| 1    | Citroën WRT         | 232    |
| 2    | Ford WRT            | 185    |
| 3    | Citroën Junior Team | 125    |
| 4    | Stobart WRT         | 89     |